# Loca (Shakira)
Loca è un singolo della cantante colombiana Shakira, pubblicato il 10 settembre 2010 come primo estratto dal nono album in studio Sale el sol.

## Descrizione
Il brano presenta due versioni: una versione spagnola con il rapper dominicano El Cata, pubblicata nei paesi ispanici, e una versione inglese con il rapper inglese Dizzee Rascal, pubblicata nei paesi anglofoni. Il singolo è stato pubblicato sul sito ufficiale della cantante il 1º settembre 2010.
Il singolo è una nuova versione della canzone Loca con su tiguere di El Cata. Sulla collaborazione Dizzee Rascal ha detto "So che sembra pazzesco adesso, ma aspettate e vedrete che cosa succederà. Sono io che faccio qualcosa di diverso, su una base merengue." Dizzee ha anche dichiarato a Billboard.com a proposito di Shakira: "Lei è una che lancia le mode -- fa molte cose diverse su larga scala. Ti saresti aspettato che lei usasse un rapper americano [per la sua canzone], ma ha scelto me. Ha significato molto. Mi piacerebbe essere nel mercato spagnolo. Mi ha preso molto questa cosa del reggaeton quando è venuta fuori, così ho sempre voluto fare qualcosa di questo genere". La versione spagnola della canzone è eseguita con El Cata.
Il brano è stato registrato nella Repubblica Dominicana e unisce diversi stili musicali: è un mix di merengue, techno e dance. A pochi giorni dalla pubblicazione del video il pezzo è arrivato subito al primo posto delle canzoni più ascoltate su iTunes.

## Video musicale
Il videoclip, pubblicato il 29 settembre 2010, è stato girato nell'agosto 2010 a Barcellona ed è stato diretto dal collaboratore di lunga data di Shakira Jaume de Laiguana.
Una breve anteprima del video è stata pubblicata il 23 settembre 2010 sul sito ufficiale di Shakira in cui si vede la cantante andare su dei pattini per le vie di Barcellona e, un'altra Shakira canta e balla sulla spiaggia vestita di abiti dorati che le mettono in evidenza l'ombelico. Chiede un passaggio con l'autostop, sale su una moto guidata da un uomo e con lui si dirige nella fontana di Pla de Palau, dove balla insieme a moltissimi fan.
Infine si immerge nel mare spagnolo. Il video è costato alla cantante colombiana ben due multe: la prima per il ballo nella fontana, a cui si sono uniti anche i fan, e l'altra per aver girato sulle vie di Barcellona a bordo di una Harley senza casco.
Sul video Shakira ha dichiarato: "Barcellona è una delle mie città preferite; è diventata una seconda casa per me. Il video interpreta il vero stile della canzone: è semplicemente incentrato sul divertirsi ed essere una persona vera, con persone vere, in questo posto meraviglioso"; questo è il motivo per cui il video è stato girato con una videocamera portatile, coinvolgendo anche la gente che la cantante incrociava per le strade della città.

## Tracce
Download digitale (versione inglese)
1. Loca (con Dizzee Rascal) – 3:13

Download digitale (versione spagnola)
1. Loca (con El Cata) – 3:05

CD singolo
1. Loca (con Dizzee Rascal) – 3:13
2. Loca (con Dizzee Rascal) (Discotheque Remix) – 4:07

EP (iTunes)
1. Loca (con Dizzee Rascal) – 3:13
2. Loca (con Dizzee Rascal) (Sticky Drums Remix By Gucci Vump Aka Brodinski and the Shoes) – 3:14
3. Loca (con Dizzee Rascal) (Freemasons Radio Edit) – 3:01
4. Loca (con Dizzee Rascal) (Music Video) – 3:24

Altra versione
1. Loca (con Dizzee Rascal) (Freemason Club Vocal) – 7:07

International 4 tracks version
1. Loca (English Version) (con Dizzee Rascal) – 3:13
2. Loca (Spanish Version) (con El Cata) – 3:05
3. Loca (English Version - Video) – 3:25
4. Loca (Spanish Version - Video) – 3:18

## Successo commerciale
Il singolo atterra bruscamente sul mercato mondiale, sovrapponendosi alla promozione dell'album She Wolf e alle ancora massicce vendite del tormentone dei mondiali di calcio, Waka Waka (This Time for Africa).
La canzone ha debuttato alla posizione numero 40 della classifica di Billboard Latin Tropical Songs., alla 31 nella classifica Latin Songs e alla 21 nella Latin Pop Songs e ha raggiunto la prima posizione in tutte e tre le charts nelle settimane successive. Loca è la tredicesima numero uno di Shakira nella classifica Latin Pop Songs e la nona nella Latin Songs che fanno di Shakira l'artista in assoluto con più numero uno nella storia della prima classifica e la seconda artista femminile, dopo Gloria Estefan, nella storia della seconda.
Vi è da distinguere quale versione di Loca è approdata nei diversi Paesi. La versione spagnola del brano (con El Cata) ha messo piede, oltre che in Spagna, in Austria e Svizzera. La maggioranza dei mercati, tra cui l'Italia, ha invece accolto la versione inglese (con Dizzee Rascal).
In Italia la canzone debutta alla posizione 25 e nel giro di una settimana guadagna ben 24 posizioni raggiungendo immediatamente la prima posizione, che mantiene per 6 settimane consecutive. Shakira riconquista così la vetta della classifica italiana FIMI dopo averla lasciata con il singolo precedente Waka Waka (This Time for Africa) solamente 3 settimane prima e riesce a posizionare per la prima volta due suoi singoli nella top 5 italiana. Il brano si è piazzato al 10º posto dei brani più venduti in Italia nel 2010. Doppia presenza di Shakira anche nella top 5 spagnola dove la canzone entra direttamente alla decima posizione e raggiunge la prima nelle settimane successive, mantenendola per 12 settimane.
In Austria, Loca piomba alla posizione 17, ma il successo generale e la forte promozione contribuiscono alla sua ascesa alla seconda posizione. La versione spagnola con El Cata trionfa anche in Svizzera dove, dopo aver debuttato clamorosamente in seconda posizione, si fissa per 4 settimane alla vetta della classifica dei singoli più venduti. In Grecia il brano ha mantenuto la prima posizione per 17 settimane consecutive diventando il singolo di maggior successo di Shakira ed anche il brano con il maggior numero di settimane consecutive al primo posto nella storia della classifica.

## Classifiche

### Classifiche settimanali
| Classifica (2010)      | Posizione massima |
| ---------------------- | ----------------- |
| Austria                | 2                 |
| Belgio (Fiandre)       | 3                 |
| Belgio (Vallonia)      | 1                 |
| Canada                 | 36                |
| Danimarca              | 12                |
| Estonia                | 1                 |
| Europa                 | 7                 |
| Finlandia              | 11                |
| Francia (Digitale)     | 1                 |
| Francia                | 2                 |
| Germania               | 6                 |
| Grecia                 | 1                 |
| Irlanda                | 44                |
| Italia                 | 1                 |
| Lussemburgo            | 3                 |
| Paesi Bassi            | 55                |
| Polonia                | 1                 |
| Repubblica Ceca        | 1                 |
| Romania                | 2                 |
| Slovacchia             | 2                 |
| Spagna                 | 1                 |
| Stati Uniti            | 32                |
| Stati Uniti (Latin)    | 1                 |
| Stati Uniti (Tropical) | 1                 |
| Stati Uniti (Dance)    | 1                 |
| Svezia                 | 20                |
| Svizzera               | 1                 |
| Ungheria               | 4                 |

### Classifiche di fine anno
| Classifica (2010) | Posizione |
| ----------------- | --------- |
| Austria           | 38        |
| Belgio (Fiandre)  | 45        |
| Belgio (Vallonia) | 26        |
| Francia           | 8         |
| Germania          | 63        |
| Italia            | 10        |
| Spagna            | 7         |
| Svizzera          | 16        |
| Classifica (2011) | Posizione |
| Belgio (Vallonia) | 40        |
| Romania           | 14        |
| Svizzera          | 46        |
| Ungheria          | 81        |

## Date di pubblicazione
| Paese       | Data              | Formato                               | Etichetta                |
| ----------- | ----------------- | ------------------------------------- | ------------------------ |
| Mondo       | 1º settembre 2010 | Airplay                               |                          |
| Austria     | 10 settembre 2010 | Download digitale                     | Sony Music Entertainment |
| Belgio      | 10 settembre 2010 | Download digitale                     | Sony Music Entertainment |
| Danimarca   | 10 settembre 2010 | Download digitale                     | Sony Music Entertainment |
| Finlandia   | 10 settembre 2010 | Download digitale                     | Sony Music Entertainment |
| Italia      | 10 settembre 2010 | Download digitale                     | Sony Music Entertainment |
| Norvegia    | 10 settembre 2010 | Download digitale                     | Sony Music Entertainment |
| Paesi Bassi | 10 settembre 2010 | Download digitale                     | Sony Music Entertainment |
| Portogallo  | 10 settembre 2010 | Download digitale                     | Sony Music Entertainment |
| Spagna      | 10 settembre 2010 | Download digitale                     | Sony Music Entertainment |
| Svezia      | 10 settembre 2010 | Download digitale                     | Sony Music Entertainment |
| Svizzera    | 10 settembre 2010 | Download digitale                     | Sony Music Entertainment |
| Stati Uniti | 10 settembre 2010 | Download digitale                     | Sony Music Entertainment |
| Canada      | 4 ottobre 2010    | Download digitale (Versione spagnola) | Sony Music Entertainment |
| Stati Uniti | 12 ottobre 2010   | Airplay (Versione inglese)            | Sony Music Entertainment |
| Germania    | 5 novembre 2010   | CD singolo                            | Sony Music Entertainment |
| Francia     | 8 novembre 2010   | CD singolo                            | Sony Music Entertainment |
| Regno Unito | TBA               |                                       | Sony Music Entertainment |